# The Boat (2018)
The Boat is een Maltese film uit 2018 van Latina Pictures en Hurricane Films geschreven door Winston Azzopardi en Joe Azzopardi, gebaseerd op hun eigen kortfilm Head. Winston deed de regie en Joe is de enige acteur. De film wordt verdeeld door Carnaby International.

## Verhaal
Een visser verlaat met zijn motorboot de kust van Malta. Hij komt terecht in een dichte nevel. Daar dobbert zijn motorboot tegen een zeilboot. Omdat er niemand antwoordt op zijn vragen, knoopt de visser zijn motorboot vast aan de zeilboot en betreedt laatste. De visser doorzoekt de zeilboot, maar vindt niemand. Dan blijkt zijn motorboot op mysterieuze wijze verdwenen te zijn.
De visser kan de motor van de zeilboot repareren, maar de boot heeft een eigen wil en daardoor geraakt de visser uit koers. Hij zendt een noodsignaal over de radio uit, maar niemand reageert. De visser komt vast te zitten op het toilet doordat iets of iemand het deurslot heeft gesaboteerd. Tijdens zijn opsluiting komt er via de radio een oproep: de zeilboot moet van koers veranderen daar het anders een vrachtschip zal rammen. Dit laatste gebeurt ook effectief waarbij de zeilboot averij oploopt en gedeeltelijk zinkt. Dit incident wordt blijkbaar niet opgemerkt daar het vrachtschip zijn koers verder zet en geen hulp komt opdagen. Door geluiden op de zeilboot is de visser overtuigd dat er een andere entiteit aanwezig is, maar die antwoordt niet op zijn hulpkreten.
De visser bevrijdt zich uiteindelijk uit het toilet en kan met behulp van de pomp het water wegpompen en het lek dichten. Ook maakt hij met behulp van een tafel en tonnen een vlot. Wanneer hij enige tijd later een andere boot opmerkt, gebruikt hij het vlot om naar daar te roeien. De zeilboot achtervolgt hem en laat het vlot zinken waardoor de visser in volle zee belandt. Hij wordt schijnbaar geholpen door dolfijnen, maar die zwemmen plots weg. De visser geraakt terug op de zeilboot en geraakt opgesloten in een andere ruimte. Op het ogenblik hij een uitweg achter een verborgen paneel vindt, zijn op het bovendek duidelijk voetstappen hoorbaar. In de verborgen ruimte wordt hij door de onzichtbare entiteit wederom opgesloten.
De zeilboot zet koers richting de kust van Malta. Eens daar opent het slot van de deur en kan de visser de boot verlaten. Hij start een korte zoektocht op de kade, maar vindt niemand. De boot vaart terug af, passeert een vuurtoren en is daarna spoorloos. De visser is verbaasd dat zijn eigen motorboot aan de steiger waar hij vertrok is aangemeerd.
Het beeld verplaatst zich van de kustlijn naar een grottencomplex waar de mysterieuze zeilboot in vaart.